# Back Issue!
Back Issue! — американський журнал про комікси, що видається компанією TwoMorrows Publishing у Ролі, штат Північна Кароліна.

## Історія
Back Issue! був заснований у 2003 році як продовження традицій Comic Book Artist, журнал виходить вісім разів на рік і зосереджений на глибокому аналізі коміксів від 1970-х років до сучасності. Редактором Back Issue! є Майкл Юрі — колишній сценарист і редактор коміксів, зокрема автор книги Captain Action. Журнал виник після того, як Джон Б. Кук, редактор Comic Book Artist, у 2002 році переніс своє видання до іншого видавництва. Щоб заповнити цю прогалину, TwoMorrows доручили Юрі створити новий журнал, що продовжував би вивчення історії коміксів, ретро-героїв і культових серій.

## Тематика
Тематика журналу охоплює класичні супергеройські комікси, незалежні видавництва, творчість художників і сценаристів, еволюцію персонажів і жанрів, а також інтерв’ю, архівні матеріали та візуальний аналіз. Особливий акцент робиться на період 1970–1990-х років — т. зв. бронзову й мідну епохи коміксів.

## Автори
Серед регулярних авторів журналу — Марк Арнольд, Майкл Аушенкер, Ґленн Ґрінберґ, Джордж Курі, Енді Менґелс і Річард А. Скотт, які спеціалізуються на комікс-журналістиці та історичних дослідженнях.

## Нагороди
У 2019 році Back Issue! поділив премію Айснера у категорії «Найкраще періодичне видання, пов'язане з коміксами/Журналістика» разом із журналом PanelxPanel, підтвердивши свій статус провідного періодичного видання в галузі досліджень і популяризації коміксів.